# Bathyfauvelia affinis
Bathyfauvelia affinis är en ringmaskart som först beskrevs av Fauvel 1914.  Bathyfauvelia affinis ingår i släktet Bathyfauvelia och familjen Polynoidae. Arten har ej påträffats i Sverige. Inga underarter finns listade i Catalogue of Life.